# Nick Romeo Reimann
Nick Romeo Reimann (14 de enero de 1998, Múnich, Alemania) es un actor y modelo alemán.

## Carrera
Su debut en la pantalla fue en 2005 en dos comerciales, dirigida por Caroline Link. Se hizo famoso por su entrada lateral en el éxito de taquilla Las fieras del fútbol club partes 3-5, en el papel de nerv. En la nueva versión de la novela juvenil Vorstadtkrokodile de Max von der Grün, Reimann interpretó a Hannes , así como en las dos secuelas Los cocodrilos 2 (2010) y Los Cocodrilos 3 (2011).
En 2009 comenzó la serie de libros de El diario de Greg de Jeff Kinney einzusprechen y desde entonces es la voz alemana de Greg, también en la versión cinematográfica de América (2010) de El diario de Greg - rodeado de idiotas ha sincronizado. También en 2010, tomó prestado el papel de Sosuke en la película de animación Ponyo - La gran aventura en el mar de Hayao Miyazaki.
En 2012 jugó en la película turca para principiantes Nils Schneider.

## Filmografía
| Año  | Título                                                     | Personaje | Nota         |
| ---- | ---------------------------------------------------------- | --------- | ------------ |
| 2006 | Las fieras fútbol club 3: El ataque de las vampiresas      | Nerv      | Secundario   |
| 2007 | Las fieras fútbol club 4: El ataque de las luces plateadas | Nerv      | Secundario   |
| 2008 | Las fieras fútbol club 5: Más allá del horizonte           | Nerv      | Secundario   |
| 2009 | Vorstadtkrokodile                                          | Hannes    | Protagonista |
| 2010 | Los Cocodrilos atacan de nuevo                             | Hannes    | Protagonista |
| 2011 | Los Cocodrilos 3: Todos para uno                           | Hannes    | Protagonista |
| 2012 | Türkisch für Anfänger                                      |           |              |
| 2013 | V8: Arranquen sus motores                                  |           | Secundario   |

| Año       | Título               | Personaje                     | Notas      |
| --------- | -------------------- | ----------------------------- | ---------- |
| 2012      | Der Cop und der Snob | Tim Gneisner                  | 1 episodio |
| 2006—2015 | SOKO 5113            | Jasper Fuchs / Tobias Stadler | 2 episodio |

- Datos: Q71480
- Multimedia: Nick Romeo Reimann / Q71480